# Corrhenes
Corrhenes – rodzaj chrząszczy z rodziny kózkowatych i podrodziny zgrzypikowych. 

## Zasięg występowania
Przedstawiciele tego rodzaju występują w Australii oraz na Nowej Gwinei.

## Systematyka
Do Corrhenes należy 20 gatunków:

- Corrhenes crassicollis
- Corrhenes cruciata
- Corrhenes elongata
- Corrhenes flavovittata
- Corrhenes funebris
- Corrhenes fuscosignata
- Corrhenes glauerti
- Corrhenes guttulata
- Corrhenes macmillani
- Corrhenes mystica
- Corrhenes papuana
- Corrhenes paulla
- Corrhenes picta
- Corrhenes sectator
- Corrhenes stigmatica
- Corrhenes undulata
- Corrhenes fulva
- Corrhenes funesta
- Corrhenes grisella
- Corrhenes nigrothorax